# Berkesd
Berkesd est un village et une commune du comitat de Baranya en Hongrie.